# Ы̄
Ы̄ (minúscula: ы̄) é uma letra do Alfabeto cirílico. Consiste na letra "Ы" (Yeri) com um Mácron.
O Ы̄ é usado n'Alfabeto das línguas Aleúte (dialeto de Bering) , Evenki, Mansi, Nanai, Negidal, Ulch e Selkup.